# Луций Гелий Публикола (консул 72 пр.н.е.)
Вижте пояснителната страница за други личности с името Луций Гелий Публикола.
Луций Гелий Публикола (на латински: Lucius Gellius Publicola) e политик на късната Римска република.
Произлиза от фамилията Гелии и като homo novus става 96 пр.н.е. едил, 94 пр.н.е. претор peregrinus, 93 пр.н.е. промагистрат вероятно в провинция Азия.
През 72 пр.н.е. e избран за консул заедно с Гней Корнелий Лентул Клодиан. Той побеждава група от 3.000 въстанали роби на вожд Крикс в Апулия, но след това е победен от Спартак. След това с колегата му са отстранени от сената. През 70 пр.н.е. става цензор заедно с Гней Корнелий Лентул. Тогава той изключва 64 сенатори от сената.
От 67 до 65 пр.н.е. Гелий е легат на Помпей във войната против морските пирати и трябва да пази италийския бряг и контролира Тиренско море. 63 пр.н.е. e
привърженик на Цицерон в Катилинския заговор, 59 пр.н.е. е против земеделския закон на Цезар и е активен в сената 57 и 55 пр.н.е.
Женен е за Пола. Неговият син Луций Гелий Публикола e консул през 36 пр.н.е.
Съпругата му го напуска и се омъжва за Марк Валерий Месала Нигер (консул 61 пр.н.е.).